# José Mercé
José Soto Soto, conocido por su nombre artístico José Mercé (Jerez de la Frontera; 19 de abril de 1955), es un cantaor de flamenco español de origen gitano.

## Biografía

### Inicios
Nació en el barrio de flamenco de Santiago, en Jerez de la Frontera. Miembro de una saga de cantaores gitanos, bisnieto de Paco de la Luz, sobrino de Manuel Soto Monje y primo de Vicente Soto Sordera, la saga flamenca más longeva. De niño cantó en la escolanía de la Basílica de la Merced de Jerez, de donde Antonio Gallardo le da su nombre artístico. Durante seis meses, trabajó en 'El Tablao', en Cádiz, en la calle Santa María de la Cabeza, con Rancapino, Pepa de Utrera, Juanito Villar y la Perla de Cádiz.
En 1968 se marchó a Madrid, a casa de su tío El Sordera. Allí graba su primer disco, acompañado a la guitarra por Manolo Sanlúcar y Paco de Lucía. Cantó en el tablao de Torres Bermejas junto a Mario Maya, Carmen Mora y Guito.
Posteriormente y hasta 1983 trabaja en la compañía de Antonio Gades. En esta etapa participa en las películas Bodas de sangre y Flamenco, de Carlos Saura. De la mano del compositor y productor Manuel Sánchez Pernía, José Mercé se consolida como artista de referencia en el panorama flamenco, gracias al disco Verde Junco, en el que colaboraron artistas del calibre de Tomatito, Enrique de Melchor y Rafael Riqueni.
Recibió un importante espaldarazo con el XI Concurso Nacional de Arte Flamenco de Córdoba en 1985
También residió durante un tiempo en Japón donde se dedicó al flamenco, siendo allí compañero de Chiquito de la Calzada el tiempo que ambos residieron en Minato (Tokio), tal como el propio José Mercé ha contado alguna vez en televisión.

### Salto a la fama

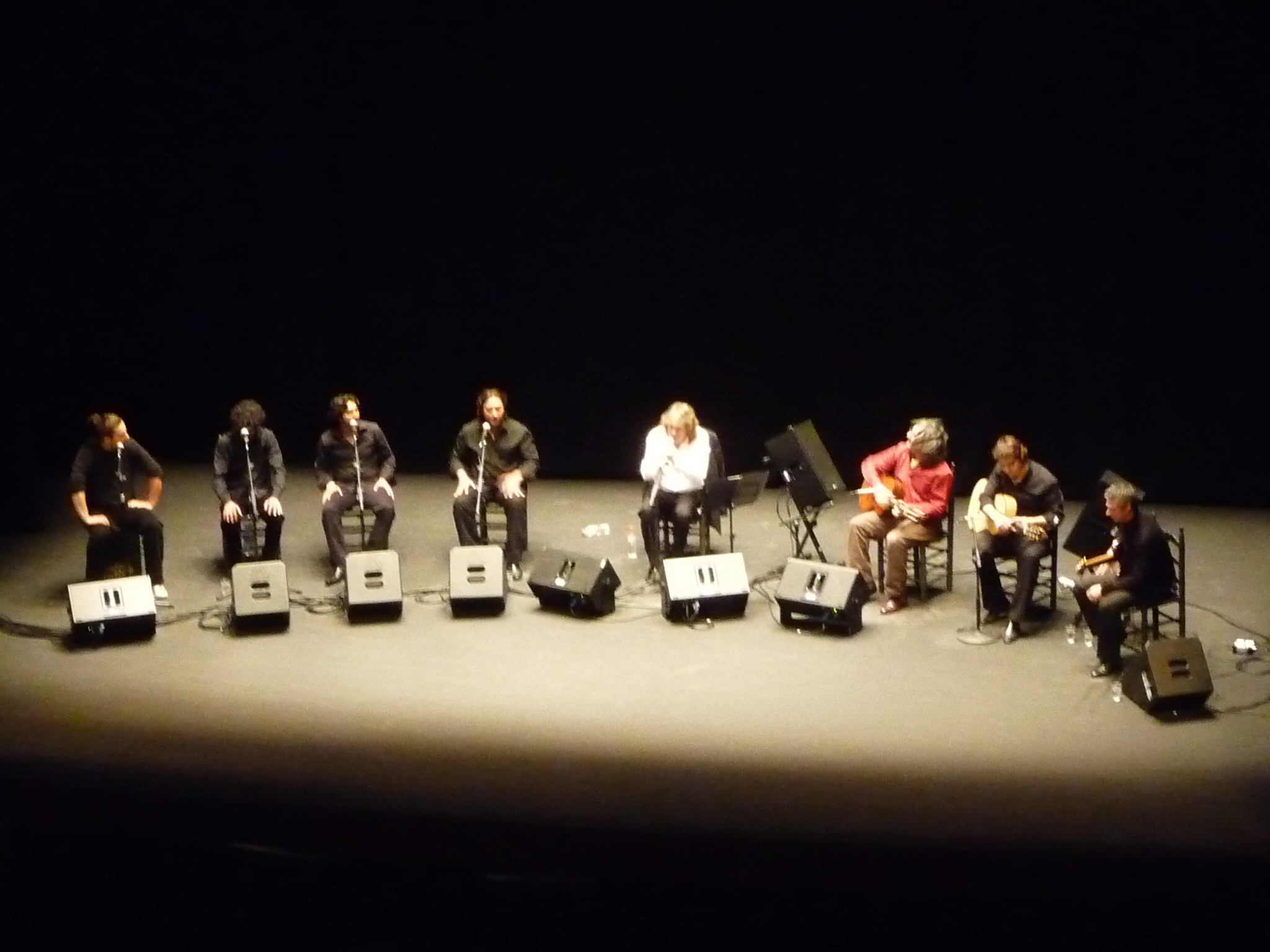
Concierto en el Teatro Villamarta de Jerez.

Tras unos años alejado de los escenarios por el fallecimiento de uno de sus hijos, volvió a la escena con el disco Del amanecer..., producido por Vicente Amigo. Su actuación en el Teatro Real —siendo el primer gitano que actúa en el mismo— representa un avance importante en su carrera, pasando a ser el cantaor flamenco más conocido por el gran público. Desde entonces se ha atrevido a innovar mezclando flamenco con blues, martinete balcánico o cantando con autores como Alejandro Sanz.
Ha vendido hasta la fecha un millón de discos. Hasta el año 2011, le acompañaba a la guitarra Manuel Moreno Junquera Moraíto Chico, que murió en ese mismo año.
[actualizar]
A finales de diciembre de 2024 le fue otorgada la Medalla de Oro al Mérito en las Bellas Artes aprobada por el Consejo de Ministros, a propuesta del ministro de Cultura español.

## Obra
Ha versionado canciones como Clandestino, de Manu Chao, Al alba, de Luis Eduardo Aute, Te recuerdo Amanda, de Víctor Jara, Qué bonito es vivir, de Louis Armstrong; algunas de Joaquín Sabina, y de Luis Eduardo Aute —con quien hizo una gira junto a Mónica Molina—. También es famosa su versión por soleares del Himno de Andalucía incluida en el disco solidario Andalucía por la Humanidad. Ha participado en iniciativas solidarias como la canción Coraje me da para la Fundación 4 de diciembre.
También ha grabado una versión del himno del Real Madrid, del que se declara seguidor.
El 24 de septiembre de 2009, José Mercé presentó su disco titulado Ruido, en los Jardines de La Atalaya de su ciudad natal.
El 22 de julio de 2016 realizó un recital en el Mesón Gitano junto a la guitarra de Tomatito y al baile de Eva La Yerbabuena.
En 2017 grabó el tema principal de la película Oro.
El 26 de agosto de 2022 actuó en el Baluarte (Pamplona) dentro de Flamenco on fire, presentando el Oripandó, espectáculo de flamenco y vanguardia, con el que el cantaor repasó todos los momentos emocionantes de su trayectoria vital.

### Discografía
- Verde Junco (1985)
- Caminos reales del cante (1987)
- Hondas raíces (1991)
- Desnudando el alma (1994)
- Bandera de Andalucía (1997)
- Del amanecer (1998) ESP: Platino
- Aire (2000) ESP: 2x Platino
- Lío (2002) ESP: Platino
- Esplendor (2002)
- Confí de Fuá (2004) ESP: Oro
- Lo que no se da (2006) ESP: Oro
- Ruido (2009)
- Mi única llave (2012)
- Doy la cara (2016)
- De verdad (2018)
- El Oripandó (2022)

### Recopilatorios y Reediciones
- Del amanecer + Villancicos (1999)
- Quebrando el aire (1977 - 1994)" (2002)
- Pa' saber de tu querer (2002)
- Cuerpo y alma (2 CD) (2002)
- Grandes Éxitos (2007)
- 40 años de cante (2014)

### Colaboraciones
Ha colaborado con otros artistas, como la cantante de fado Mariza. o el compositor onubense Willy Álvarez Pareja Obregón. Ha propuesto colaborar a Bruce Springsteen.
También ha salido en la película Ekipo Ja, usando su voz e imagen como si fuera Dios.
Destaca también su colaboración con Haze en el tema El lute, libre o muerto del disco Tercer round.
En 2017 lanzó su proyecto Mercé Sinfónico junto a Partiture Philharmonic Orchestra —dirigida por Juan Paulo Gómez— con el acompañamiento del guitarrista Antonio Higuero y la colaboración de tres jóvenes músicos andaluces becados por la Fundación Cruzcampo, entre los que se encontraba el fagotista Niño Ruven.
En 2019 ha participado como jurado en el talent-show de la cadena de televisión Canal Sur Tierra de Talento.

## Filmografía

### Programas de televisión

#### Como fijo
| Año           | Programa          | Canal     | Notas  |
| ------------- | ----------------- | --------- | ------ |
| 2015 - 2016   | La Voz            | Telecinco | Asesor |
| 2019-presente | Tierra de talento | Canal Sur | Jurado |
| 2019          | La voz Senior     | Antena 3  | Asesor |
| 2021-presente | La voz Senior     | Antena 3  | Jurado |

#### Como invitado
| Año  | Programa                             | Canal     | Notas       |
| ---- | ------------------------------------ | --------- | ----------- |
| 2015 | Jugamos en casa                      | La 1      | 1 programa  |
| 2016 | ¡Qué tiempo tan feliz!               | Telecinco | 1 programa  |
| 2016 | Late Motiv                           | #0        | 1 programa  |
| 2017 | Jugando con las estrellas            | La 1      | 1 programa  |
| 2018 | Yo soy del sur                       | Canal Sur | 1 programa  |
| 2019 | Lo Siguiente                         | La 1      | 1 programa  |
| 2019 | Este programa del que usted me habla | La 2      | 1 programa  |
| 2019 | Gente maravillosa                    | CMM       | 1 programa  |
| 2019 | El intermedio                        | La Sexta  | 1 programa  |
| 2020 | Pasapalabra                          | Antena 3  | 3 programas |
| 2020 | Un año de tu vida                    | Canal Sur | 1 programa  |

## Reconocimientos
- Hijo Predilecto de la provincia de Cádiz, 2005[10]
- Galardón Flamenco Calle de Alcalá, del Festival de Madrid.
- Medalla de Andalucía en 2010
- Embajador de Andalucía
- Premio Ciudad de Jerez 2013
- Taranto de Oro
- Miembro de la Real Academia de San Dionisio de Ciencias, Artes y Letras
- Premio Masters of Mediterranean Music del Mediterranean Music Institute (MMI) de Berklee College of Music
- Premio 'El Público' a la trayectoria.
- 'Compás del Cante' 2016 de la Fundación Cruzcampo[11]
- "Butaca de Honor" en el teatro auditorio de El Ejido envío 2018[12]
- "Premio Odeón" mejor artista flamenco 2020, junto a Tomatito
- Hijo Predilecto de Andalucía: 2024[13]
- Gran Cruz de la Orden del Dos de Mayo, 2025